# 101-ша єгерська дивізія (Третій Рейх)
101-ша єгерська дивізія (Третій Рейх) (нім. 101. Jäger-Division) — єгерська піхотна дивізія Вермахту за часів Другої світової війни.

## Історія
101-ша єгерська дивізія сформована 6 липня 1942 року в результаті реформування 101-ї легкої піхотної дивізії (нім. 101. leichte-Infanterie-Division) Вермахту.

## Райони бойових дій
- СРСР (південний напрямок) (липень 1942 — жовтень 1944);
- Словаччина, Угорщина, Австрія (жовтень 1944 — травень 1945).

## Командування

### Командири
- генерал-лейтенант Еріх Дістель (нім. Erich Diestel) (6 липня — 1 вересня 1942);
- генерал гірсько-піхотних військ Еміль Фогель (нім. Emil Vogel) (1 вересня 1942 — 12 липня 1944);
- генерал-лейтенант, доктор Вальтер Ассманн (нім. Walter Aßmann) (12 липня 1944 — 8 травня 1945).

## Нагороджені дивізії
Нагороджені дивізії
Нагороджені Сертифікатом Пошани Головнокомандувача Сухопутних військ для військових формувань Вермахту за збитий літак противника
- 16 травня 1942 — 12-та рота 229-го піхотного полку за дії 5 жовтня 1941 (76).

|  | Кавалери Нагрудного знаку ближнього бою в золоті                                                           | 19 |
|  | Кавалери Золотого Німецького Хреста                                                                        | 127 |
|  | Кавалери Срібного Німецького Хреста                                                                        | 1 |
|  | Кавалери Лицарського хреста Залізного хреста з Дубовим листям                                              | 5 (№ 212 обер-лейтенант Йозеф Культ — 15.03.1943 № 360 лейтенант Генріх Окс — 30.12.1943 № 474 оберфельдфебель Йоганн Швердфегер — 14.05.1944 № 475 генерал-лейтенант Еміль Фогель — 14.05.1944 № 592 оберст Отто Шурі — 21.09.1944) |
|  | Кавалери Лицарського хреста Залізного хреста                                                               | 29 |
|  | Кавалери Почесної застібки Сухопутних військ «Почесна застібка на орденську стрічку для Сухопутних військ» | 30 |
|  | Кавалери ордену Михая Хороброго ІІІ ступеня (Румунія)                                                      | 1 |

- Нагороджені Сертифікатом Пошани Головнокомандувача Сухопутних військ (15)